# شبه جزيرة شاكوتان
شبه جزيرة شاكوتان (باليابانية: 積丹半島)، هي شبه جزيرة تقع على الساحل الغربي في محافظة هوكايدو في اليابان، وهي شبه جزيرة جبلية تمتد على بعد حوالي 30 كيلومترًا (19 ميلًا) في بحر الشرق، جزءًا من متنزه نيسيكو-شاكوتان-أوتارو كايجان شبه الوطني.